# Heldershausen
Heldershausen ist eine Wüstung im Norden der Gemarkung von Hebel, einem Ortsteil der Gemeinde Wabern im Schwalm-Eder-Kreis in Nordhessen.

## Geographie
Der Ort lag etwa 5 km nordwestlich der Stadt Homberg (Efze), 1 km nordwestlich von Hebel und 700 m südwestlich von Unshausen auf 169 m ü. NHN Höhe im Osten der weiten Ebene der Schwalmaue (Naturraum Nr. 343.210), wo diese in die Homberger Bucht (Nr. 343.20) übergeht, unweit östlich der Efze, rund 1000 Fließmeter vor deren Mündung in die Schwalm. 650 m östlich verläuft die Bundesstraße 254 Homberg-Wabern zwischen Hebel und Unshausen. Der Flurname „im Hellershäuser Feld“ erinnert an den verschwundenen Ort.

## Geschichte
Die urkundliche Ersterwähnung erfolgte im Jahre 1209 als Hayldeshusen in einem Einkünfteverzeichnis des Petersstifts in Fritzlar. In den folgenden 350 Jahren erscheint der Name des Orts, bei dem es sich wohl um ein herrschaftliches Landgut (villa) und eine dazugehörige Landarbeitersiedlung handelte und der schon im Jahre 1339 als verlassen bezeichnet wird, in Abwesenheit fester Orthographieregeln, in mannigfach wechselnder Form. Besitzer des Orts waren zunächst weltliche Herren, dann zunehmend kirchliche Institutionen, wie aus den wenigen überlieferten dokumentarischen Zeugnissen hervorgeht.
Im Jahre 1263 ließ Graf Gottfried III. von Reichenbach (~1210–1279), der letzte männliche Vertreter des Reichenbacher Zweiges der Grafen von Reichenbach, den Zehnten von sieben Hufen Hersfelder Landes zu Hildradishusin/Hildredishusin an das Kloster Spieskappel übertragen. Danach waren wohl die Herren von Falkenberg, ein sich seit etwa 1270 so nennender Zweig der Herren von Hebel, im Besitz des Orts oder von Teilen davon: 1326/27 übergaben der Ritter Johann von Falkenberg und seine Brüder ihrem Bruder Hermann, Kanoniker in Fritzlar und Pfarrer in Mardorf, ihre Güter zu Heldershusen. Hermann von Falkenberg, inzwischen Domkustos zu Fritzlar geworden, stattete 1332 den Marienaltar in der Krypta der dortigen Stiftskirche mit vier Hufen zu Heldershusen aus. In diesem Jahr wird Heldershusen noch als villa bezeichnet, aber schon 1339 wird der Ort als villa quondam (einstiges Dorf oder Landgut) bezeichnet, als Einwohner von Unshausen gegenüber dem Stift Fritzlar auf Güter zu Heldershusin verzichteten. Danach scheint das Petersstift Fritzlar wichtigster Grundbesitzer in der Feldflur des verlassenen Dorfs gewesen zu sein, wie zahlreiche Zehnt-Belehnungen durch das Stift noch bis 1761 belegen.